# 2-Dehidro-3-dezoksiglukaratna aldolaza
2-Dehidro-3-dezoksiglukaratna aldolaza (EC 4.1.2.20, 2-keto-3-dezoksiglukarat aldolaza, alfa-keto-beta-dezoksi-D-glukarat aldolaza, 2-dehidro-3-dezoksi--glukarat tartronat-semialdehid-lijaza, 2-dehidro-3-dezoksi--glukarat tartronat-semialdehid-lijaza (formira piruvat)) je enzim sa sistematskim imenom 2-dehidro-3-dezoksi--glukarat 2-hidroksi-3-oksopropanoat-lijaza (formira piruvat). Ovaj enzim katalizuje sledeću hemijsku reakciju
2-dehidro-3-dezoksi--glukarat {\displaystyle \rightleftharpoons } piruvat + 2-hidroksi-3-oksopropanoat

## Literatura
- Nicholas C. Price; Lewis Stevens (1999). Fundamentals of Enzymology: The Cell and Molecular Biology of Catalytic Proteins (Third изд.). USA: Oxford University Press. ISBN 019850229X.
- Eric J. Toone (2006). Advances in Enzymology and Related Areas of Molecular Biology, Protein Evolution (Volume 75 изд.). Wiley-Interscience. ISBN 0471205036.
- Branden C; Tooze J. Introduction to Protein Structure. New York, NY: Garland Publishing. ISBN 0-8153-2305-0.
- Irwin H. Segel. Enzyme Kinetics: Behavior and Analysis of Rapid Equilibrium and Steady-State Enzyme Systems (Book 44 изд.). Wiley Classics Library. ISBN 0471303097.

## Spoljašnje veze
- 2-dehydro-3-deoxyglucarate+aldolase на 